# Карти Google
Карти Google (українською мовою карти ґуґл, англ. Google Maps) — картографічний вебсервіс від компанії Google, а також набір застосунків, побудованих на основі цього сервісу й інших технологій Google. Станом на 2020 рік, сервісом користувалися 1 мільярд користувачів щомісяця.
Вебсервіс являє собою географічну карту та супутникові знімки всього світу (а також багатьох об'єктів Сонячної системи) і надає користувачам можливості панорамного перегляду вулиць (Google Street View), аналізу трафіку у реальному часі (Google Traffic), прокладання маршруту (автомобілем, пішки, велосипедом або громадським транспортом). З сервісом інтегрований бізнес-довідник і карта автомобільних доріг, з пошуком маршрутів.
Перегляд супутникового зображення може здійснюватися в режимі як «зверху-вниз» так і в «режимі польоту». Більшість аерознімків високої роздільної здатності зроблені з супутників Землі. Знімки  оновлюються на регулярній основі. Зйомку проводять різні комерційні компанії, Google замовляє оновлення аерознімків. Карти Google використовують варіант карти, близький до проєкції Меркатора, тому не може показувати території навколо полюсів.

## Історія
Google Maps була розроблена Ларсом та Єнсом Ейлструпом Расмуссенами як настільна програма мовою С++ за допомогою Where 2 Technologies. У жовтні 2004 року компанія Google LLC перетворила її на вебзастосунок. Після додаткового придбання компанією візуалізації геопросторових даних та аналізатора трафіку в реальному часі, у лютому 2005 програма стала загальнодоступною.
Сучасна оновлена версія десктопного застосунку є доступна з 2013 року, поруч з «класичною» ранішою версією.

## Google Maps для мобільних пристроїв
У жовтні 2005 року компанія Google представила застосунок на Java під назвою «Google Maps for Mobile», призначений для роботи на будь-якому телефоні або мобільному пристрої на базі Java.
4 листопада 2009 року була випущена Google Maps Navigation спільно з Google Android OS 2.0 Eclair на Motorola Droid, додаючи голосові команди, повідомлення про дорожній рух та підтримку вулиць.

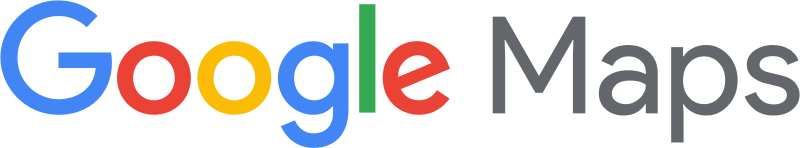
Логотип Google Maps

Початковий випуск був обмежений Сполученими Штатами Америки. Активне міжнародне використання розпочалось з Великої Британії 20 квітня 2010 року та у великих частинах континентальної Західної Європи 9 червня 2010 року.

## Додаткові можливості Google Maps

### Google Earth

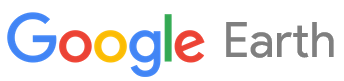
Логотип Google Earth

З сервісом також пов'язаний застосунок Google Earth — окрема програма для Microsoft Windows, а також GNU/Linux, Mac OS. Як і Google Maps, програма Google Earth дозволяє переглядати знімки земної поверхні, змінювати масштаб і будувати маршрути пересування. Її перевагою є тривимірне зображення земної поверхні (з урахуванням рельєфу), можливість спостереження під довільним кутом (а не тільки прямовисно згори), поступове уточнення зображення в міру завантаження детальніших фотознімків, можливість плавної зміни масштабу.

### Google Mercury
Google Maps містить не тільки Землю, Марс та Місяць, а також містить ще 2 планети Сонячної системи — Меркурій та Венеру, також ще 2 карликові планети Сонячної системи — Цереру та Плутон, астероїд 4 Веста, також ще багато природних супутників Сонячної системи — 4 природних супутників Юпітера — Іо, Європу, Ганімед, Каллісто, 7 природних супутників Сатурна — Титан, Рею, Япет, Енцелад, Діону, Тефію, Мімас та найбільший природний супутник карликової планети Плутон — Харон. Також, Google Maps містить Міжнародну космічну станцію. Google Меркурій — це версія Google Maps, що зображує найближчу до Сонця планету — Меркурій. Версія потрапити на поверхню Меркурія у цій версії неможливо, зате можна зближитися і віддалитися від планети. Також можна по його географічній карті можна чудово розглянути поверхню.

### Google Venus
Поверхня Венери у цій версії, навіть якщо перейти у режим глобуса, буде видно, тільки містить атмосферу не таку щільну, як видно з космічного простору. Якщо перейти у режим карти у цій версії, то можна буде чітко побачити поверхню Венери, заглянуту у 1990 році космічним апаратом Магеллан.

Ґуґл-дудл (тематичний малюнок) про Марс

### Google Mars
Google Марs забезпечує видиме зображення інфрачервоних знімків планети Марс. Користувачі можуть переключатися між даними, видимою та інфрачервоною передачею, так само як і здійснювати перемикання між картою, супутником та гібридними режимами Карт Google. У співпраці з науковцями NASA на космічній станції «Марс», розташованій у штаті Аризона, компанія Google надала громадськості дані, зібрані з двох місій NASA Mars: Mars Global Surveyor та 2001 Mars Odyssey.
За допомогою Google можна отримати доступ до нових покращених даних Google Mars з набагато вищою роздільною здатністю, а також мати можливість переглядати місцевість у форматі 3D та переглядати панорами з різних платформ Mars, подібно до Google Street View.

### Google Ceres
Google Церера — це версія Google Maps, що зображує найближчу до Сонця карликову планету — Церера. У цій версії можна побачити багато кратерів на поверхні Церери.

### Google Pluto
Google Плутон є версією Google Maps, що зображує найбільшу відому карликову планету Сонячної системи — Плутон. У цій версії позначені назви вулканів та кратерів на Плутоні.

### Google Moon

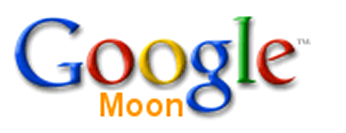
Google_Moon_logo.png

На честь 36-річчя висадки «Аполлон-11» на місяць (20 липня 1969 р.) компанія Google опублікувала загальнодоступні зображення Місяця, інтегрувала її в інтерфейс Карт Google і створила інструмент під назвою Google Moon. За умовчанням цей інструмент із зменшеним набором функцій також відображає точки приземлення космічного апарата «Аполлон». Публікація також містила пасхальне яйце, яке демонструвало швейцарський сирний дизайн в режимі максимального наближення. Оновлювати зображення допомагає спільний проєкт NASA Ames Research Center.

### Google Sky

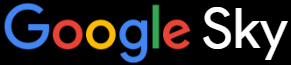
Логотип Google Sky

Google Sky: 27 серпня 2007 року компанія Google представила Google Sky — інструмент картографічного інтернету, який дозволяє користувачам розглядати карту видимого всесвіту, використовуючи фотографії космічного телескопа Габбл.

### Google Underwater Street View

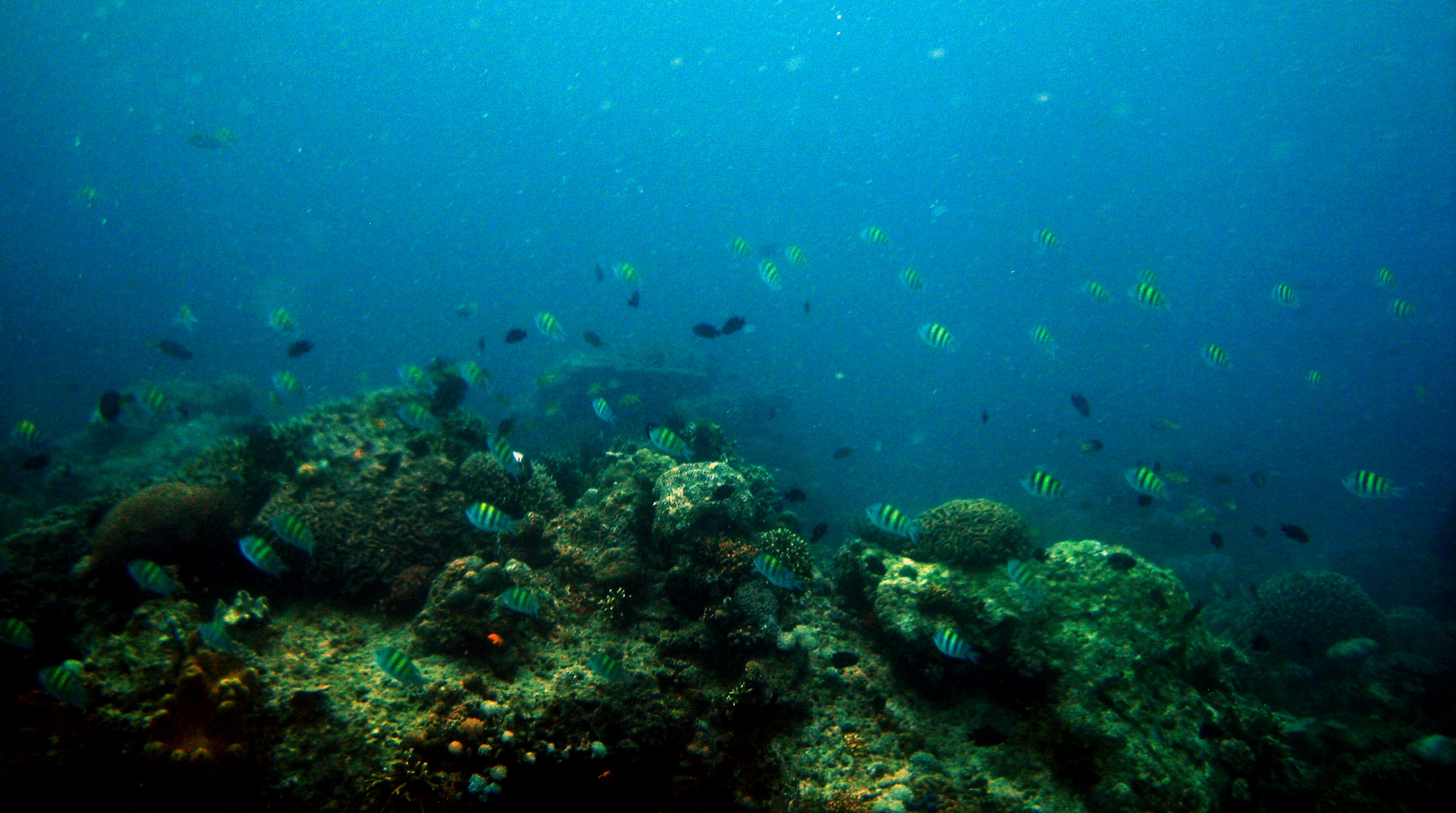
Підводний пейзаж

Google Underwater Street View: Наприкінці 2014 року Google запустив Google Underwater Street View, куди увійшло 2300 кілометрів (1,400 миль) австралійського Великого Бар'єрного рифу в 3D. Зображення знімалися спеціальними камерами, які охоплювали 360 градусів і робили знімки кожні 3 секунди.

### Google Latitude
Google Latitude — це функція дозволяє користувачам ділитися своїми фізичними місцями з іншими людьми. Послугу заснувала компанія Google, зокрема для мобільних пристроїв. Раніше вона ще містила віджет для настільних комп'ютерів і ноутбуків. Але через певні занепокоєння з питань конфіденційності 9 серпня 2013 року ця служба була припинена, а 22 березня 2017 року переміщена у застосунок Google Maps.

### Google Aerial View

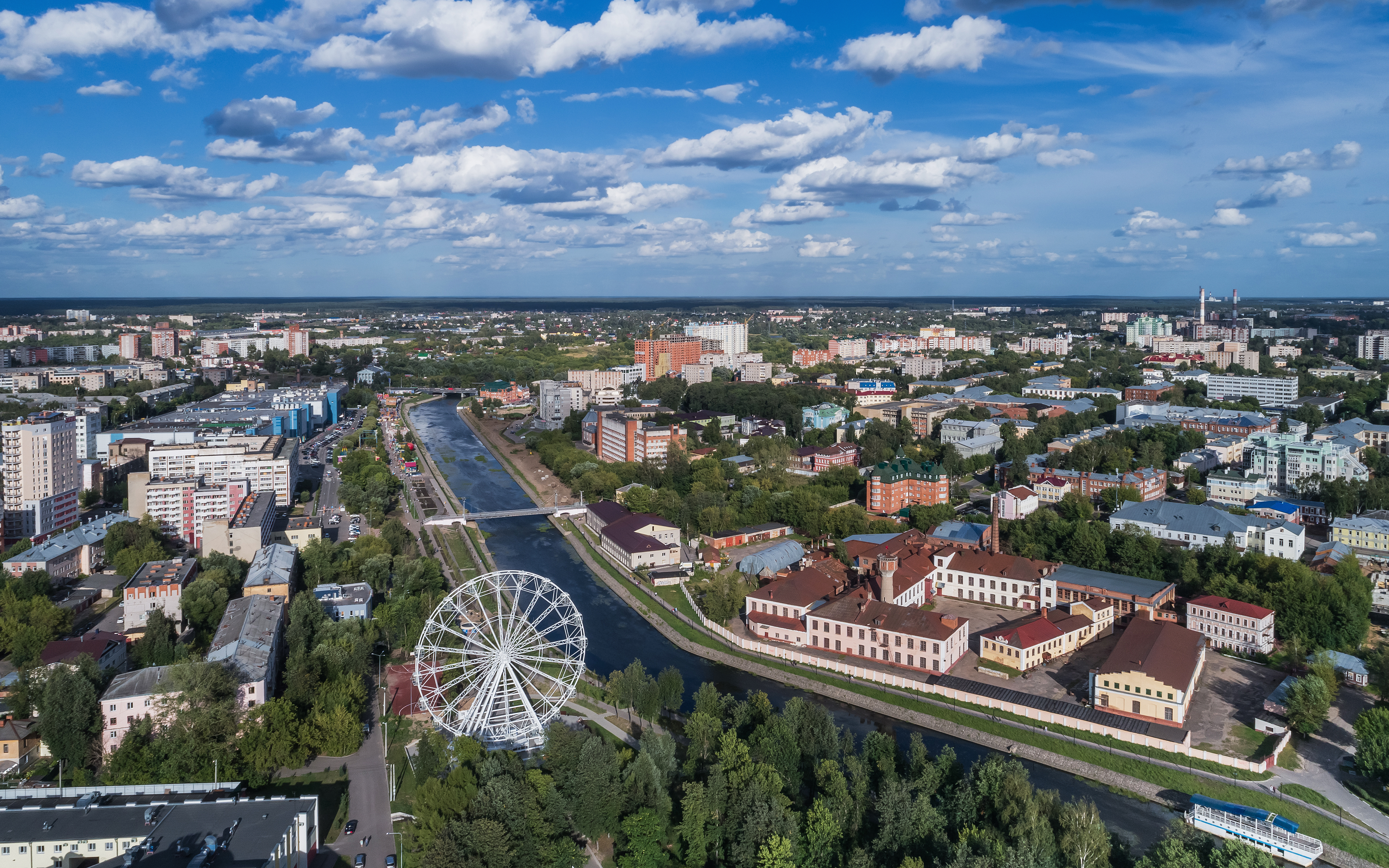
Вид з повітря на місто

Google Aerial View: У грудні 2009 року компанія Google випустила англ. Aerial View (вигляд з пташиного польоту), що складається із зображень кутової аерофотозйомки, таким чином надаючи можливість подивитись на міста «з висоти пташиного польоту». Першими доступними містами були Сан-Хосе та Сан-Дієго. Спочатку ця функція була доступна лише розробникам через API Карт Google. У липні 2010 року Aerial View став доступним на Картах Google у вибраних містах Сполучених Штатів та інших країн світу.

### Google Earth Voyager
Google Earth Voyager дозволяє віртуально побувати у визначних місцях чи віддалених куточках світу. У липні 2017 року компанія запустила прямі трансляції, що дозволяють користувачам дивитися в реальному часі на дику природу по всьому світу. Першою локацією зі встановленими камерами став Національний парк Катмай на Алясці, де бурі ведмеді виходять зі сплячки і ловлять рибу у річці Брукс. Уздовж річки встановили 5 камер в надії «зловити» ведмедів в їхньому природному середовищі існування. Одна з камер знаходиться біля водоспаду, дві — безпосередньо серед парку, четверта — під водою, «де можна спостерігати за подіями з точки зору риби», і остання камера — на вершині гори. Проєкт зроблений спільно з мультимедійною компанією Explore.org, яка займається питаннями дикої природи.

### Indoor Google Maps
Indoor Google Maps була додана до Карт Google для Android у березні 2011 року, що дало можливість користувачам здійснювати переміщення в межах будівель, таких як аеропорти, музеї, торгові центри, університети, транзитні пункти та інші громадські приміщення (включаючи підземні споруди). У липні 2013 року, оновлена версія Карт Google стала доступна для пристроїв Apple iOS, включаючи iPads та iPhones. Google заохочує власників громадських об'єктів надавати плани житлових приміщень своїх будівель, щоб додати їх до служби. Користувачі можуть переглядати різні поверхи будівлі або станції метро, натиснувши селектор рівня, який відображається поруч із структурами, пов'язаними на декількох рівнях.

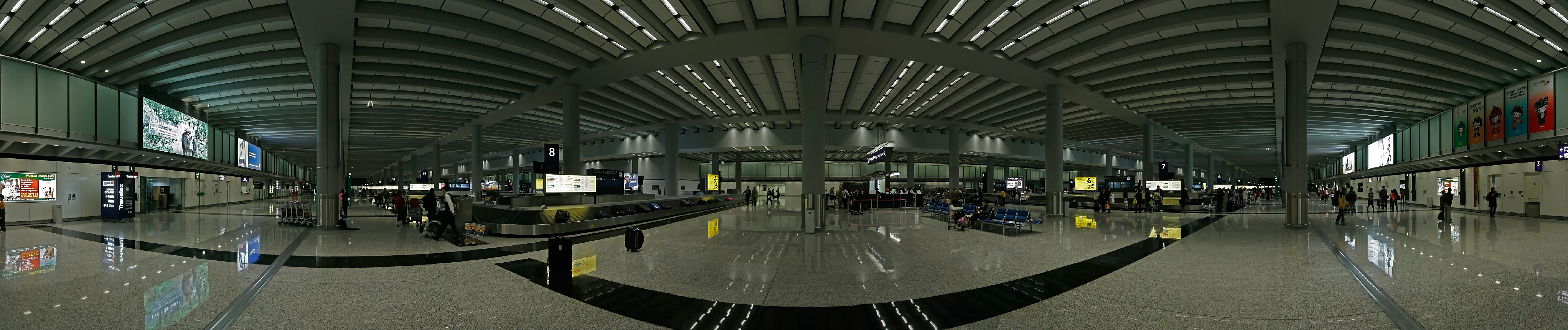
Панорама закритого приміщення на 300 градусів, в зоні отримання багажу в міжнародному аеропорту Гонконга.

## Get Directions (Прокладання маршрутів)
Послуга розраховує маршрут, час добирання та вартість, і може порівняти поїздку з такою ж власним автомобілем. 

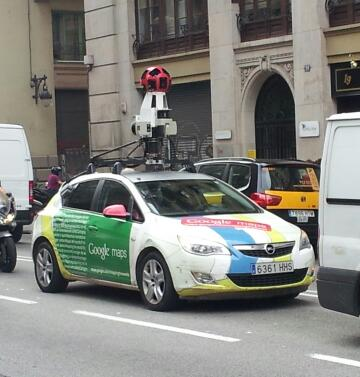
Автомобіль Google Maps у Барселоні

Щоб скористатись сервісом пошуку маршрутів, необхідно перейти на вкладку «Get Directions», після чого набрати адресу звідки ви їдете в форматі «Країна, Населений пункт, Вулиця, Будинок» і адресу місця призначення.
У цьому розділі доступно 4 види маршрутів: пішки, громадським транспортом, автомобілем та велосипедом. Спільно з Google Street View, такі деталі, як парковки та односторонній рух дуже легко зіставити з вибраним маршрутом.
Інформація про маршрути доступна в усіх браузерах, включно з мобільними, а також на Google Maps для Android та iOS.
Компанія Google запустила функцію «Громадський транспорт» як експеримент у 2005 році, а в жовтні 2007 року функція стала частиною Google Maps. Компанія активно співпрацює із сотнями транспортних відомств по всьому світу, щоб надати своїм користувачам відомості про розклади й маршрути руху громадського транспорту.
Google надала оновлення трафіку в реальному часі для вибраних місць у 2011 року, а також створила спеціалізацію загальним транзитним каналам, як простий спосіб обміну інформацією про трафік.
Станом на серпень 2013 року на Google Maps представлені розклади руху транспорту для більш ніж мільйона зупинок, розташованих у понад 800 найбільших містах світу, в тому числі ця інформація доступна для 23 міст України (дані надані партнером Google в Україні компанією EasyWay).

## Google Street View (Перегляд вулиць)
Google Street View надає користувачам можливість «поблукати» в тривимірній проєкції вулиць через інтернет. Така функціональність стала можлива за допомоги кругового фотографування місцевості спеціальним обладнанням в режимі реального часу. В підсумку створюється багато сферичних панорам з прив'язкою до географічних координат та надається можливість перемикатись між ними, використовуючи для цього інтуїтивно зрозумілий інтерфейс, створюючи відчуття пересування в просторі. Є можливість розпізнавати пласкі поверхні на фотографії, такі як фасади будівель, також присутня можливість отримання найвдалішого ракурсу для перегляду з вибраної точки зору.

## Масштаб
Присутні 20 рівнів масштабу:
```
 №    шкала    ~м./пик.   z      знімки  
    масштаба,м
 1        20       0,16  19    аерознімки  
 2        20       0,31  18  
 3        50       0,63  17  
LandSat
+DigitalGlobe/GeoEye  
 4       100       1,25  16  
 5       200       2,50  15  
 6       500       5,00  14  
 7      1000      10,00  13  
 8      2000      20,00  12     
LandSat
  
 9      5000      40,00  11  
10     10000      80,00  10  
11     20000     160,00   9  
12     20000     307,69   8  
13     50000     625,00   7  
14    100000   1 250,00   6  
15    200000   2 500,00   5  
16    500000   5 263,16   4  
17   1000000  10 526,32   3  
18   2000000  21 052,63   2  
19   5000000  41 666,67   1  
20  10000000  83 333,33   0
```

У Google Maps URL-адреси іноді можуть обмежуватися, тоді користувацький інтерфейс буде не в змозі відображати ці обмеження. Зокрема змінюється доступний рівень масштабування. У малонаселених регіонах підтримувані рівні масштабу можуть зупинитися на 18. У більш ранніх версіях API зображення може не відображатися. На Заході підтримуваний рівень масштабування загалом припиняється приблизно на 20. У деяких окремих випадках дані підтримують до 23 або більше, як наприклад ці слони або це зображення на свердловині в Чаді, Африці. Різні версії API та вебінтерфейси можуть частково або повністю підтримувати ці вищі рівні.
Станом на жовтень 2010 року Google Maps активно оновлює свою панель масштабування, щоб користувач міг максимально збільшити масштаб, зосереджуючись на областях, що підтримують вищі рівні масштабування.

## Авторські права
Використання матеріалів Google Maps регулюється загальними документами компанії Google, а також низкою додаткових обмежень. Зокрема, матеріали доступні для персонального некомерційного використання. В організаціях матеріали можуть бути використані лише для внутрішніх потреб, і не можуть бути використані з комерційною метою.

## Google Maps для розробників
Для розробників сайтів зручно буде використати JavaScript для керування функціональністю карт, правда кількість запитів з одного сервера обмежена. Google Static Maps API дозволяє будувати статичні мапи за допомогою спеціальних url'ів. Також існують версії API під різні види мобільних пристроїв.

Використовуючи API Карт Google, з'являється можливість вставляти дані Google Maps на сторонній вебсайт. Хоча спочатку лише JavaScript API, API Maps були розширені, щоб включати в себе API для програм Adobe Flash, але це було застарілим (послуга для отримання статичних зображень карти та вебслужб для геокодування, створення напрямків руху та отримання висоти).

Google Map Maker Logo

Понад 1 000 000 вебсайтів використовують API Google Maps, що робить його найбільш ефективним API для розробки вебпрограм.
Оскільки Google Maps кодується практично повністю за допомогою JavaScript та XML, деякі кінцеві користувачі переробляють цей інструмент і створюють скрипти на стороні клієнта та вузли на стороні сервера, що дозволяє користувачеві або вебсайту представляти розширені або індивідуальні функції в інтерфейсі Карт Google.
На сайті, з міркувань продуктивності, для передачі даних замість XML використовується JSON.
У жовтні 2011 року компанія Google оголосила MapsGL, версію Карт Google WebGL з кращою візуалізацією та плавними переходами.

## Google Map Maker - редагування карт
Існує можливість використовувати сервіс для створення своїх продуктів сторонніми компаніями. На сьогоднішній день це безкоштовна служба, але можливість додати рекламу залишена на майбутнє.
Google Map Maker - редактор інфраструктури в картах Google, дозволяв користувачам спільно розширювати та оновлювати карту у цілому світі, але з березня 2017 року ця функція була призупинена. Однак розміщення ресурсів на Картах Google не припинено, оскільки компанія оголосила, що передає ці можливості в програму Google Local Guides.
Після закриття Google Map Maker редагування перенесено прямо в карти.
Власники бізнесу можуть додавати та підтверджувати профілі компаній в безкоштовному сервісі Профіль компанії в Google, додавати об'єкти та виправляти геоназви.

## Google maps в Україні під час війни
З початком російського вторгнення в Україну редагування карт в Україні обмежено, заблоковано внесення змін в картах, додавання нових фотографій, відгуків до місць на території України.

## Карти Google і секретні об'єкти
Компанія Google виконує вимоги спецслужб з приховування картографічних даних в районах розташування особливо таємних об'єктів.

## Оновлення Google maps
30 березня 2021 року, Google анонсував багато нових функцій для карт, в тому числі новий інструмент для допомоги в навігації в приміщенні та пропозиції щодо екологічно чистих маршрутів. Нові можливості будуть вводитися не відразу, а поступово. Усього до кінця року розробники мали намір внести понад 100 удосконалень на Картах Google за допомогою штучного інтелекту (ШІ).
У квітні 2023 року, веб-сервіс Google Maps оновив супутникові дані по Україні, в результаті чого, в цьому режимі з'явилася можливість побачити руйнування українських міст російськими військами (представлені зображення, імовірно, за березень 2022 року).
26 жовтня 2023 року, згідно повідомлення Google, користувачам стало доступне чергове суттєве оновлення веб-сервісу, згідно якого існуючі карти розширили наявні функції, а також оприлюднені нові об'єкти. Як заявила компанія, це стало можливим завдяки ШІ, який дозволив покращити функцію зарядних станцій для електромобілів Google Maps, отримати більш конкретні рекомендації щодо активностей поблизу та більш глибоку візуалізацію. Багато нових функцій використовують поля нейронного випромінювання, підмножину ШІ, яка дозволяє використовувати 2D-зображення для створення 3D-сцени.

## Бізнес-лістинг
Google збирає списки підприємств із кількох онлайнових та офлайнових джерел. Щоб запобігти дублюванню в індексі, алгоритм Google об'єднує списки автоматично на основі адреси, номера телефону або геокоду, але іноді інформація для різних підприємств відображається як інформація одного підприємства, у результаті чого списки містять помилкові елементи.
Google також залучає користувачів карт для перевірки та виправлення даних. На сьогодні таких активних користувачів,  місцевих експертів Google, є близько 150 мільйонів по всьому світу. Щодня на карти додається близько 1 мільйона місць POI, щомісяця вноситься близько 20 мільйонів змін.

## Google Maps Platform API для бізнесу
За допомогою API та SDK Google Maps Platform надає компаніям, державним установам та підприємцям інструменти для створення індивідуальних, гнучких налаштувань відображення карт, які представляють користувачам реальний світ за допомогою статичних і динамічних карт, точних адрес, зображень вулиць та переглядів в режимі 360°.
Перелік доступних API та SDK:
- Maps SDK для Android — додає карти Google в Android-застосунок.
- Maps SDK for iOS — додає карти до вашого iOS-застосунку.
- Maps Static API — вбудовує прості зображення карт з мінімальним кодом у ваш вебсайт.
- Maps JavaScript API — додає інтерактивну карту до вашого вебсайту з опціями налаштування карт за допомогою власного вмісту та зображень.
- Street-View Static API — вставляє зображення реального світу з панорамами 360°.
- Maps URLs — запускає карти Google і ініціює дії, наприклад, пошук або напрямки, використовуючи схему крос-платформних URL-адрес.
- Maps Embed API — за допомогою простого HTTP-запиту додає інтерактивну карту або перегляд вулиць з панорамами на ваш сайт.
- Directions API — надає маршрути для транзиту, велосипедної, автомобільної чи пішої подорожі  між кількома локаціями.
- Distance Matrix API — розраховує час подорожі та відстань між кількома локаціями.
- Roads API — визначає точний маршрут, яким подорожує транспортний засіб.
- Places SDK for Android — додає збагачені деталі для мільйонів місць до вашого Android-застосунку. Надає автозаповнені результати на запити користувачів. Конвертує між собою значення адрес та географічних координат.
- Places SDK for iOS — так само додає деталі, автозаповнені результати запитів, конвертує значення адрес та географічних координат для iOS-застосунків.
- Places Library, Maps JavaScript API — додає збагачені деталі мільйонів місць до вашого вебсайту. Надає результати автозаповнення на запити користувачів. Конвертує між собою значення адрес та географічних координат.
- Places API — отримуйте актуальну інформацію про мільйони локацій, використовуючи HTTP запити.
- Geocoding API — конвертуйте адреси в географічні координати і навпаки.
- Geolocation API — отримуйте локацію пристрою, не покладаючись на GPS, використовуючи дані локацій зі стільникових вишок або вузлів Wi-Fi.
- Time Zone API — отримуйте часовий пояс для певної широти і довготи.

Опції безготівкових платежів, додаткових налаштувань та інтеграцій Google Maps Platform надаються мережею спеціалізованих партнерів.

## Цікаві факти
- У серпні 2013 мобільний застосунок Google Maps був визнаний найпопулярнішим застосунком для смартфонів (більш ніж 54 % власників смартфонів використовували його хоча б раз)[26].
- У червні 2012 року компанія Apple оголосила, що замінить Google Maps своїми службами карт з iOS 6[27]. Однак, 13 грудня 2012 року Google оголосила про доступність Google Maps у Apple App Store. Через кілька годин після випуску Карт Google для iOS, Google Maps став найкращим безкоштовним застосунком у магазині App Store[28].
- В листопаді 2009 року мешканець Великої Британії виявив в службі Google Maps неіснуюче місто Арглтон в графстві Ланкашир на північному заході країни. Експерти вважають, що Google міг спеціально розташувати на мапі «місто-привид», задля убезпечення себе від спроб порушення авторського права. Відомі випадки, коли картографи наносили на карти вигадані вулиці[29].
- У квітні 2015 на карті Пакистану біля міста Равалпінді з'явилося зображення логотипу Android[30], що справляє потребу на значок Apple. Зображення прибрали та публічно вибачилися.
- 1 квітня 2019 року в мобільному застосунку Google Maps для ОС Android було додану гру Змійка[31].
- Функція перегляду вулиць за для розваги стала на стільки популярною серед користувачів, що у 2013 році шведським ІТ-консультантом було розроблено окрему гру GeoGuessr, що базується виключно на цій функції.
- У липні 2024 року для пристроїв з ОС iOS з'явилася програма Apple Maps, яка стала конкурентом Google Maps[32][33].